# Удлинение на гиб
Удлинение на гиб — технологический параметр, применяемый при расчёте развёртки изделия, изготовляемого из листового материала (чаще всего металла), методом гибки, как правило, на листогибочном прессе.
Удлинение на гиб отражает величину удлинения (растяжения) материала на конкретном гибе и зависит от множества факторов, таких как механические свойства материала, используемый инструмент (матрица и пуансон), направление (ориентация) положения заготовки во время гиба относительно волокон проката материала.
Зная величину удлинения на гиб, легко посчитать развёртку, которая равна сумме всех внешних размеров изделия (рассматриваем профиль изделия) за вычетом удлинения с каждого гиба.
Удлинение на гиб имеет непосредственную связь с K-фактором (процентным соотношении глубины нахождения нейтрального слоя к толщине материала)

## Методы нахождения удлинения на гиб
1. Практический метод. Необходимо взять заготовку определенной длины, например, 100 мм. Согнуть заготовку под 90 градусов (уголок) и замерить сумму двух внешних размеров. Эта сумма будет всегда больше первоначальной длины заготовки на величину удлинения на гиб.
2. Теоретический метод. Существует формула, позволяющая высчитать приблизительную величину удлинения на гиб, основываясь на известных составляющих — внутреннего радиуса гиба (который также может быть найден как практическим, так и расчётным методом), толщины материала, величины коэффициента прочности материала и других составляющих.

## В программах
Удлинение на гиб используется как при ручном расчёте развёртки, так и во многих конструкторских программах, и обозначается различными аббревиатурами, — BA (от англ. Bend Allownce — допуск гиба), BD (от англ. Bend Deduction — уменьшение гиба)) и др.